# Grand Prix automobile de Belgique 2020
GP précédent GP suivant
Le Grand Prix automobile de Belgique 2020 (Formula 1 Rolex Belgian Grand Prix 2020) disputé le 30 août 2020 sur le Circuit de Spa-Francorchamps, est la 1025e épreuve du championnat du monde de Formule 1 courue depuis 1950. Il s'agit de la 75e édition du Grand Prix de Belgique, la soixante-quatrième comptant pour le championnat du monde de Formule 1 et la septième  manche du championnat 2020. 
Compte-tenu de la pandémie de Covid-19, les dix premières course prévues du championnat 2020 ont été reportées ou annulées et la saison démarre avec le Grand Prix d'Autriche, le 5 juillet. Dans un calendrier totalement chamboulé, le Grand Prix de Belgique se retrouve programmé quasiment à la même date que d'habitude, fin août, à la différence qu'il aurait dû s'agir de la quatorzième manche alors que cette course, à huis clos, est la septième d'une saison qui compte finalement dix-sept épreuves.
Lewis Hamilton part pour la sixième fois en pole position sur le circuit de Spa-Francorchamps. Son 93e départ en tête est son cinquième de la saison en sept Grands Prix. Cette fois, il se montre intouchable lors des trois phases, battant deux fois le record de la piste en Q3, reléguant son coéquipier Valtteri Bottas de plus d'une demi-seconde pour une première ligne à nouveau verrouillée par les Mercedes W11 qui n'ont pas encore été battues en qualifications cette année. Comme souvent, Max Verstappen part derrière eux, à quinze millièmes de seconde de Bottas, accompagné en deuxième ligne par Daniel Ricciardo. Les Renault R.S.20 sont en verve sur le circuit ardennais puisque Esteban Ocon est en troisième ligne avec le sixième temps, devancé par Alexander Albon. Les quatrième et cinquième lignes sont panachées par les McLaren et les Racing Point :  Carlos Sainz Jr. précède Sergio Pérez et Lance Stroll devance Lando Norris. Parties de la première ligne en 2019, les Ferrari traversent une période difficile, loin de leurs temps de l'année précédente ; les SF1000 passent tout juste en Q2 et ne s'en extraient pas : Charles Leclerc part treizième et Sebastian Vettel quatorzième.
Lewis Hamilton le dit lui-même : « Je me sens meilleur que jamais. » Le sextuple champion du monde, qui mène la course de bout en bout pour la vingt-deuxième fois de sa carrière, n'est jamais inquiété et bat le record de Michael Schumacher avec 24 297 kilomètres en tête d'une course depuis ses débuts en 2007. Il remporte sa 89e victoire, sa cinquième en sept courses cette année. Le record de 91 succès de Schumacher, qui paraissait inaccessible, est désormais à sa portée, dix Grands Prix restant à courir en 2020. Valtteri Bottas assure le cinquante-cinquième doublé de Mercedes tandis que Max Verstappen partage pour la dixième fois le podium avec les Flèches d'Argent (la cinquième fois cette saison). Ces trois pilotes évoluent loin des autres durant les quarante-quatre tours d'une épreuve neutralisée au onzième tour après la sortie de piste d'Antonio Giovinazzi ; George Russell, juste derrière, ne peut éviter une roue baladeuse de l'Alfa Romeo. La sortie de la voiture de sécurité, pour permettre le ramassage des nombreux débris projetés sur la piste, permet à presque tous les pilotes d'effectuer leur seul arrêt, à l'exception notable de Pierre Gasly qui a pris le pari de s'élancer en pneus durs et voit sa stratégie fortement contrariée. Il se retrouve toutefois en quatrième position avant de céder aux attaques de Daniel Ricciardo puis d'Alexander Albon et de regagner son stand au vingt-cinquième tour. Reparti seizième, il remonte jusqu'au huitième rang à la faveur de beaux dépassements qui lui valent d'être élu « pilote du jour ». 
Les Renault démontrent leur forme sur ce tracé rapide qui demande peu d'appui aérodynamique : quatrième sur la grille, Daniel Ricciardo l'est également à l'arrivée et s'offre le meilleur tour en course dans la dernière boucle (le premier en dix ans pour Renault) privant Hamilton du Hat trick et du chelem. Esteban Ocon dépasse Albon dans ce dernier tour pour le gain de la cinquième place : avec 23 points, l'écurie française obtient son meilleur résultat depuis son retour en Formule 1 en 2016. Lando Norris, qui s'est joué des deux Racing Point, se classe septième devant Gasly ; Lance Stroll et Sergio Pérez prennent les points restants. Pour Ferrari, les choses vont de mal en pis ; auteur d'un excellent départ, Charles Leclerc, huitième dans le premier tour, n'a aucun moyen de résister aux voitures plus rapides que la sienne : les Racing Point, la McLaren (Carlos Sainz n'ayant pas pris le départ) et les Alpha Tauri. Sa stratégie à deux arrêts n'y change rien et il finit quatorzième, derrière son coéquipier Sebastian Vettel, qui n'a jamais entrevu les points durant la course ; les deux SF1000 ne se sont pas non plus montrées en mesure de prendre le meilleur sur l'Alfa Romeo de Kimi Räikkönen, douzième et qui a dépassé Vettel à deux reprises durant l'épreuve. 
Avec 157 points, Lewis Hamilton file vers son septième titre mondial : il en possède désormais 47 d'avance sur Max Verstappen (110 points) et 50 sur Bottas (107 points). Alexander Albon (48 points) dépasse Charles Leclerc qui précède Norris à égalité de points (45) ; ils sont suivis par Lance Stroll (42 points). Daniel Ricciardo (33 points) remonte au huitième rang et devance Sergio Pérez (à égalité de points) ; Esteban Ocon, avec 26 points, s'installe à la dixième place. Au championnat des constructeurs, Mercedes, avec 264 points, possède une avance de 106 unités sur Red Bull (158 points) et entrevoit d'ores et déjà un septième titre consécutif. Loin derrière, McLaren monte sur le podium (68 points) devant Racing Point (66 points). Au cinquième rang, Ferrari (61 points) est désormais menacé par Renault (59 points). Williams reste la seule écurie à n'avoir pas encore marqué.

## Contexte

### Dernière utilisation du «mode fête» en qualifications
Le mode moteur utilisé par Mercedes particulièrement en qualifications, le « bouton magique » ou « party mode » (« mode fête ») qui permet d'augmenter singulièrement la puissance du bloc propulseur et n'est pas étranger aux 100 pole positions et 93 victoires obtenues par les Flèches d'Argent depuis 2014, est en passe d'être interdit par le pouvoir sportif. En marge du Grand Prix d'Espagne à Barcelone, les écuries reçoivent un courrier de Peter Bayer, secrétaire général de la FIA pour le sport automobile, annonçant le projet d'interdire le changement de mode moteur pour les qualifications et la course. Cela devrait déboucher sur une directive technique l'interdisant et n'autorisant aucune différence dans le fonctionnement du moteur sur un weekend de Grand Prix. Cette directive devrait être publiée avant le Grand Prix de Belgique ,. 
Lewis Hamilton déclare : « Ça n'est pas une surprise. Ils essayent toujours de nous ralentir. Les gars de l'équipe ont fait un excellent travail sur le moteur. Le but est de nous ralentir mais je ne crois pas que cela aura le résultat souhaité. C'est très bien s'ils le font,. »
Rejoignant Lewis Hamilton, Toto Wolff estime que l'unité de puissance allemande pourrait en réalité trouver plus de performance en course si les modes moteurs étaient standardisés : « Je pense que l'objectif premier de la FIA était de mettre en œuvre la règle pour mieux comprendre et mieux analyser ce qui se passe réellement avec les moteurs. C'est une méthode très complexe entre le moteur à combustion et tous les systèmes de récupération d'énergie et je pense qu'en ayant un seul mode, il devient plus facile pour la FIA de voir vraiment si tout est conforme. En Formule 1, faire reculer les leaders, c'est toujours arrivé, c'est quelque chose de bon pour le sport. Nous considérons cela comme un défi. Nous avons un bon mode qualifications, nous sommes capables de lui donner un peu plus de puissance lors de la dernière séance et si cela n’est plus possible, parce que tout doit être aplani sur la course, ce n'est pas un déficit pour nous. Au contraire, nous pensons que nous pouvons traduire cela par plus de performance en course. Et c’est un grand défi, que nous relèverons une fois la règle mise en œuvre. »
Le pilote Williams George Russell, déçu que l'idée d'interdire les modes de qualifications sur les moteurs soit envisagée, juge que ces réglages extrêmes ajoutent de la tension en qualifications: « Je pense qu'avec tout motoriste, on a un boost en qualifications. Quand vous êtes dans la voiture, vous avez le moins d'essence du weekend et le mode moteur le plus rapide, vous êtes à fond et vous êtes prêt pour le tour. Tout semble un peu mieux. Cela vous permet d'extraire aussi davantage de la voiture et c'est une partie excitante du weekend. Je serais déçu que ça soit supprimé. »
Son coéquipier Nicholas Latifi confirme l'importance de la différence entre le mode de course et celui des qualifications : « On sent que le moteur est plus punchy. Vous utilisez le déploiement complet de la batterie, on termine quasiment à vide. On se motive pour ce tour et on sent un boost en plus. Ce serait dommage de perdre cela. »
Pour Helmut Marko, consultant au sport automobile de Red Bull Racing, cette possible interdiction est une bonne nouvelle, même si Honda dispose également d'un « mode fête » : « Il est certainement moins poussé que celui de Mercedes mais cela nous coûtera des chevaux aussi. Le « mode fête » de Mercedes est vraiment très fort. Pendant les qualifications, leur moteur est capable de prendre 7 dixièmes à une seconde selon les circuits, par rapport aux autres. »
Charles Leclerc se réjouit d'une éventuelle suppression du mode spécial qualifications pour les moteurs à partir de Spa, qui constituerait une bonne nouvelle pour la Scuderia Ferrari dont le moteur (repensé à l'intersaison à la suite d'un accord avec FIA) ne dispose pas d'un « mode fête » : « Pour être honnête, je ne pense pas que cela nous affectera, cela ne peut être que positif pour nous. Mais à quel point ce sera bénéfique ? Ça reste à voir. Je peux dire que nous n’avons rien de différent entre la qualification et la course, donc pour nous, ça ne changera rien. »
Günther Steiner, le patron de Haas F1 Team, dont les monoplaces sont motorisées par Ferrari, déplore l'absence d'un mode moteur spécialement dédié aux qualifications sur ses monoplaces : « Je pense que beaucoup de concurrents peuvent utiliser un mode qualifs. En revanche, nous ne pouvons augmenter la puissance du moteur qu'un petit peu. »

### La fin des divers modes moteur en Formule 1
À l'issue du Grand Prix d'Espagne le 16 août, Michael Masi, le directeur de course de la FIA, confirme la volonté d'interdiction des modes de qualifications moteur dès le Grand Prix de Belgique : « Nos ingénieurs ont effectué un travail préparatoire considérable et nous avons également consulté les motoristes. Nous avons donc pleinement confiance en notre directive et nous avons l'intention de la publier avant la course à Spa. »
Michael Masi assure que la FIA à le pouvoir de faire respecter la règle sur les modes moteur lors des Grands Prix. Après le Grand Prix d'Espagne, les écuries ont été informées par Peter Bayer, le secrétaire général de la FIA aux sports mécaniques, que l'instance souhaitait mettre un terme, dès la fin du mois d'août, à la pratique des modes moteur multiples : la fédération souhaite limiter l'utilisation à un seul mode moteur pour les qualifications et la course, ce qui signe d'une part la disparition des modes de performance de qualifications (« mode fête » ) et d'autre part, la disparition des modes d'économie du moteur en course pour permettre aux officiels de mieux contrôler ce que les écuries font avec leurs unités de puissance car « la multitude et la complexité des modes utilisés font qu'il est extrêmement difficile pour la FIA de contrôler le respect de toutes les réglementations et dispositions liées à l'unité de puissance à certains moments cruciaux des Grands Prix. » La FIA s'appuie sur l'article 27.1 du règlement sportif qui stipule que les pilotes doivent conduire leur monoplace seuls et sans aide alors que les modifications des modes du moteur à combustion interne actuellement en vigueur pourraient potentiellement signifier que le pilote ne conduit pas la voiture seul et sans aide.
La fin du « mode fête »  est finalement programmée pour entrer en vigueur après le Grand Prix de Belgique et en application dès Monza. Christian Horner, directeur de Red Bull Racing, ne s'attend pas à d'énormes changements sur les qualifications ou en course : « À partir de la semaine prochaine, nous ne pourrons plus solliciter à fond notre moteur pour un tour spécifique, les paramètres que vous utilisez lors des qualifications doivent également être utilisés pendant la course. Il y aura donc moins de différence entre les qualifications et la course autour des performances du moteur. Nous espérons que cela rapprochera les performances en qualifications et que nous serons plus proches des Mercedes en course. Je pense qu'il y a effectivement des différences entre les moteurs et il sera intéressant de voir ce qui se passera après la nouvelle règle mais Mercedes sera probablement toujours la plus rapide, ce changement réduira juste l'écart. Je pense que nous ne pourrons vraiment le dire qu’après deux ou trois courses. Nous voyons juste que ce « mode fête » peut avoir beaucoup d'influence sur un tour donc il sera intéressant de voir quel genre d'influence son absence aura ; mais je ne m'attends pas à des chamboulements. »

## Pneus disponibles
| Pneus pour piste sèche | Pneus pour piste sèche | Pneus pour piste sèche | Pneus pluie    | Pneus pluie |
| ---------------------- | ---------------------- | ---------------------- | -------------- | ----------- |
| Durs (Type C2)         | Médiums (Type C3)      | Tendres (Type C4)      | Intermédiaires | Pluie       |

## Essais libres

### Première séance, le vendredi de 11 h à 12 h 30
| Pos. | Pilote          | Voiture                   | Chrono         | Écart     |
| ---- | --------------- | ------------------------- | -------------- | --------- |
| 1    | Valtteri Bottas | Mercedes                  | 1 min 44 s 493 |           |
| 2    | Lewis Hamilton  | Mercedes                  | 1 min 44 s 562 | + 0 s 069 |
| 3    | Max Verstappen  | Red Bull-Honda            | 1 min 44 s 574 | + 0 s 081 |
| 4    | Sergio Pérez    | Racing Point-BWT Mercedes | 1 min 44 s 629 | + 0 s 136 |
| 5    | Lance Stroll    | Racing Point-BWT Mercedes | 1 min 44 s 868 | + 0 s 375 |
| 6    | Alexander Albon | Red Bull-Honda            | 1 min 45 s 049 | + 0 s 556 |

### Deuxième séance, le vendredi de 15 h à 16 h 30
| Pos. | Pilote           | Voiture                   | Chrono         | Écart     |
| ---- | ---------------- | ------------------------- | -------------- | --------- |
| 1    | Max Verstappen   | Red Bull-Honda            | 1 min 43 s 744 |           |
| 2    | Daniel Ricciardo | Renault                   | 1 min 43 s 792 | + 0 s 048 |
| 3    | Lewis Hamilton   | Mercedes                  | 1 min 43 s 840 | + 0 s 096 |
| 4    | Alexander Albon  | Red Bull-Honda            | 1 min 44 s 134 | + 0 s 390 |
| 5    | Sergio Pérez     | Racing Point-BWT Mercedes | 1 min 44 s 137 | + 0 s 393 |
| 6    | Valtteri Bottas  | Mercedes                  | 1 min 44 s 162 | + 0 s 418 |

### Troisième séance, le samedi de 12 h à 13 h
| Pos. | Pilote          | Voiture         | Chrono         | Écart     |
| ---- | --------------- | --------------- | -------------- | --------- |
| 1    | Lewis Hamilton  | Mercedes        | 1 min 43 s 255 |           |
| 2    | Esteban Ocon    | Renault         | 1 min 43 s 485 | + 0 s 230 |
| 3    | Lando Norris    | McLaren-Renault | 1 min 43 s 641 | + 0 s 386 |
| 4    | Alexander Albon | Red Bull-Honda  | 1 min 43 s 731 | + 0 s 476 |
| 5    | Valtteri Bottas | Mercedes        | 1 min 43 s 813 | + 0 s 558 |
| 6    | Max Verstappen  | Red Bull-Honda  | 1 min 43 s 896 | + 0 s 641 |

## Séance de qualification

### Résultats des qualifications
| Pos.                                                                                      | Pilote             | Écurie                    | Qualifications 1 | Qualifications 2 | Qualifications 3 |
| ----------------------------------------------------------------------------------------- | ------------------ | ------------------------- | ---------------- | ---------------- | ---------------- |
| 1                                                                                         | Lewis Hamilton     | Mercedes                  | 1 min 42 s 323   | 1 min 42 s 014   | 1 min 41 s 252   |
| 2                                                                                         | Valtteri Bottas    | Mercedes                  | 1 min 42 s 534   | 1 min 42 s 126   | 1 min 41 s 763   |
| 3                                                                                         | Max Verstappen     | Red Bull-Honda            | 1 min 43 s 197   | 1 min 42 s 473   | 1 min 41 s 778   |
| 4                                                                                         | Daniel Ricciardo   | Renault                   | 1 min 43 s 309   | 1 min 42 s 487   | 1 min 42 s 061   |
| 5                                                                                         | Alexander Albon    | Red Bull-Honda            | 1 min 43 s 418   | 1 min 42 s 193   | 1 min 42 s 264   |
| 6                                                                                         | Esteban Ocon       | Renault                   | 1 min 43 s 505   | 1 min 42 s 534   | 1 min 42 s 396   |
| 7                                                                                         | Carlos Sainz Jr.   | McLaren-Renault           | 1 min 43 s 322   | 1 min 42 s 478   | 1 min 42 s 438   |
| 8                                                                                         | Sergio Pérez       | Racing Point-BWT Mercedes | 1 min 43 s 349   | 1 min 42 s 670   | 1 min 42 s 532   |
| 9                                                                                         | Lance Stroll       | Racing Point-BWT Mercedes | 1 min 43 s 265   | 1 min 42 s 491   | 1 min 42 s 603   |
| 10                                                                                        | Lando Norris       | McLaren-Renault           | 1 min 43 s 514   | 1 min 42 s 722   | 1 min 42 s 657   |
| 11                                                                                        | Daniil Kvyat       | AlphaTauri-Honda          | 1 min 43 s 267   | 1 min 42 s 730   |                  |
| 12                                                                                        | Pierre Gasly       | AlphaTauri-Honda          | 1 min 43 s 262   | 1 min 42 s 745   |                  |
| 13                                                                                        | Charles Leclerc    | Ferrari                   | 1 min 43 s 656   | 1 min 42 s 996   |                  |
| 14                                                                                        | Sebastian Vettel   | Ferrari                   | 1 min 43 s 567   | 1 min 43 s 241   |                  |
| 15                                                                                        | George Russell     | Williams-Mercedes         | 1 min 43 s 630   | 1 min 43 s 468   |                  |
| 16                                                                                        | Kimi Räikkönen     | Alfa Romeo-Ferrari        | 1 min 43 s 743   |                  |                  |
| 17                                                                                        | Romain Grosjean    | Haas-Ferrari              | 1 min 43 s 838   |                  |                  |
| 18                                                                                        | Antonio Giovinazzi | Alfa Romeo-Ferrari        | 1 min 43 s 950   |                  |                  |
| 19                                                                                        | Nicholas Latifi    | Williams-Mercedes         | 1 min 44 s 138   |                  |                  |
| 20                                                                                        | Kevin Magnussen    | Haas-Ferrari              | 1 min 44 s 314   |                  |                  |
| Temps minimal à réaliser pour la qualification : 1 min 49 s 486 (107 % de 1 min 42 s 323) |                    |                           |                  |                  |                  |

### Grille de départ
- Carlos Sainz Jr., auteur du septième temps, ne prend pas le départ du Grand Prix de Belgique à cause d'une casse d'échappement lors de son tour de mise en grille[17].

## Course

### Classement de la course
| Pos. | no | Pilote             | Écurie                    | Tours | Temps/Abandon                                | Grille | Points |
| ---- | -- | ------------------ | ------------------------- | ----- | -------------------------------------------- | ------ | ------ |
| 1    | 44 | Lewis Hamilton     | Mercedes                  | 44    | 1 h 24 min 8 s 761 (219,655 km/h)            | 1      | 25     |
| 2    | 77 | Valtteri Bottas    | Mercedes                  | 44    | + 8 s 448                                    | 2      | 18     |
| 3    | 33 | Max Verstappen     | Red Bull-Honda            | 44    | + 15 s 455                                   | 3      | 15     |
| 4    | 3  | Daniel Ricciardo   | Renault                   | 44    | + 18 s 877                                   | 4      | 12 + 1 |
| 5    | 31 | Esteban Ocon       | Renault                   | 44    | + 40 s 650                                   | 6      | 10     |
| 6    | 23 | Alexander Albon    | Red Bull-Honda            | 44    | + 42 s 712                                   | 5      | 8      |
| 7    | 4  | Lando Norris       | McLaren-Renault           | 44    | + 43 s 774                                   | 10     | 6      |
| 8    | 10 | Pierre Gasly       | AlphaTauri-Honda          | 44    | + 47 s 371                                   | 12     | 4      |
| 9    | 18 | Lance Stroll       | Racing Point-BWT Mercedes | 44    | + 52 s 603                                   | 9      | 2      |
| 10   | 11 | Sergio Pérez       | Racing Point-BWT Mercedes | 44    | + 53 s 179                                   | 8      | 1      |
| 11   | 26 | Daniil Kvyat       | AlphaTauri-Honda          | 44    | + 1 min 10 s 200                             | 11     |        |
| 12   | 7  | Kimi Räikkönen     | Alfa Romeo-Ferrari        | 44    | + 1 min 11 s 504                             | 16     |        |
| 13   | 5  | Sebastian Vettel   | Ferrari                   | 44    | + 1 min 12 s 894                             | 14     |        |
| 14   | 16 | Charles Leclerc    | Ferrari                   | 44    | + 1 min 14 s 920                             | 13     |        |
| 15   | 8  | Romain Grosjean    | Haas-Ferrari              | 44    | + 1 min 16 s 793                             | 17     |        |
| 16   | 6  | Nicholas Latifi    | Williams-Mercedes         | 44    | + 1 min 17 s 795                             | 19     |        |
| 17   | 20 | Kevin Magnussen    | Haas-Ferrari              | 44    | + 1 min 25 s 540                             | 20     |        |
| Abd. | 99 | Antonio Giovinazzi | Alfa Romeo-Ferrari        | 9     | Sortie de piste                              | 18     |        |
| Abd. | 63 | George Russell     | Williams-Mercedes         | 9     | Accident (heurté par une roue de Giovinazzi) | 15     |        |
| Np.  | 55 | Carlos Sainz Jr.   | McLaren-Renault           | 0     | Échappement                                  | 7      |        |

### Pole position et record du tour
- Pole position :  Lewis Hamilton (Mercedes) en 1 min 41 s 252 (249,026	 km/h)[19].
- Meilleur tour en course :  Daniel Ricciardo (Renault) en  1 min 47 s 483 (234,590 km/h) au quarante-quatrième tour; quatrième de la course, il remporte le point bonus associé au meilleur tour en course[20].

### Tours en tête
- Lewis Hamilton (Mercedes) : 44 tours (1-44)[21].

## Classements généraux à l'issue de la course
| Pos. | Pilote             | Écurie                    | Points |
| ---- | ------------------ | ------------------------- | ------ |
| 1    | Lewis Hamilton     | Mercedes                  | 157    |
| 2    | Max Verstappen     | Red Bull-Honda            | 110    |
| 3    | Valtteri Bottas    | Mercedes                  | 107    |
| 4    | Alexander Albon    | Red Bull-Honda            | 48     |
| 5    | Charles Leclerc    | Ferrari                   | 45     |
| 6    | Lando Norris       | McLaren-Renault           | 45     |
| 7    | Lance Stroll       | Racing Point-BWT Mercedes | 42     |
| 8    | Daniel Ricciardo   | Renault                   | 33     |
| 9    | Sergio Pérez       | Racing Point-BWT Mercedes | 33     |
| 10   | Esteban Ocon       | Renault                   | 26     |
| 11   | Carlos Sainz Jr.   | McLaren-Renault           | 23     |
| 12   | Pierre Gasly       | AlphaTauri-Honda          | 18     |
| 13   | Sebastian Vettel   | Ferrari                   | 16     |
| 14   | Nico Hülkenberg    | Racing Point-BWT Mercedes | 6      |
| 15   | Antonio Giovinazzi | Alfa Romeo-Ferrari        | 2      |
| 16   | Daniil Kvyat       | AlphaTauri-Honda          | 2      |
| 17   | Kevin Magnussen    | Haas-Ferrari              | 1      |

| Pos. | Écurie                    | Points |
| ---- | ------------------------- | ------ |
| 1    | Mercedes                  | 264    |
| 2    | Red Bull-Honda            | 158    |
| 3    | McLaren-Renault           | 68     |
| 4    | Racing Point-BWT Mercedes | 66     |
| 5    | Ferrari                   | 61     |
| 6    | Renault                   | 59     |
| 7    | AlphaTauri-Honda          | 20     |
| 8    | Alfa Romeo-Ferrari        | 2      |
| 9    | Haas-Ferrari              | 1      |

## Statistiques
Le Grand Prix de Belgique 2020 représente :
- la 93e pole position de Lewis Hamilton, sa cinquième de la saison et sa sixième à Spa depuis 2008[24] ;
- la 89e victoire de Lewis Hamilton, sa cinquième en sept courses depuis le début de la saison et sa quatrième au Grand Prix de Belgique[25] ;
- le 157e podium de Lewis Hamilton, qui améliore son propre record[26] ;
- le 22e Grand Prix mené de bout en bout par Lewis Hamilton, qui améliore son propre record[27] ;
- la 108e victoire de Mercedes en tant que constructeur[28] ;
- la 194e victoire de Mercedes en tant que motoriste[29] ;
- le 55e doublé de Mercedes Grand Prix[30] ;
- le 100e départ en Grand Prix de Daniil Kvyat[31].

Au cours de ce Grand Prix :
- Lewis Hamilton dédie sa pole position à l'acteur Chadwick Boseman, rendu mondialement célèbre par son interprétation de T'Challa dans le film Black Panther et décédé le matin même à 43 ans[32] ;
- Avec 24 297 kilomètres en tête d'un Grand Prix, Lewis Hamilton bat le précédent record de Michael Schumacher (24 148 kilomètres)[33] ;
- Renault F1 Team réalise le meilleur tour en course pour la première fois depuis dix ans ; avec 23 points marqués par ses deux pilotes, l'écurie obtient son meilleur résultat depuis son retour en Formule 1 en 2016[34] ;
- Lewis Hamilton, Valtteri Bottas et Max Verstappen partagent un podium pour la dixième fois[35] ;
- Quand Charles Leclerc regagne les stands sous voiture de sécurité, ses pneus ne sont pas prêts ; il perd un temps précieux et se fait dépasser par Kimi Räikkönen. Ne s'apercevant pas que son micro n'est pas coupé, il lâche à la radio « Ahhhh come on... Putain de sa race ! » Puis s'excuse en notant « Ahah.. je ne suis pas très poli[36],[37]... » ;
- Pierre Gasly est élu « Pilote du jour » à l'issue d'un vote organisé sur le site officiel de la Formule 1[38] ;
- Johnny Herbert (161 départs en Grands Prix de Formule 1 dont 3 victoires, vainqueur des 24 Heures du Mans 1991 et champion de Speedcar Series en 2008) est nommé conseiller auprès des commissaires de course par la FIA pour les aider dans leurs jugements[39].